# Christiansted
Christiansted, U.S. Virgin Islands, ist eine Kleinstadt auf Saint Croix, einer der Inseln der amerikanischen Jungferninseln, die zum nicht inkorporierten Außengebiet der USA gehören.

## Geschichte

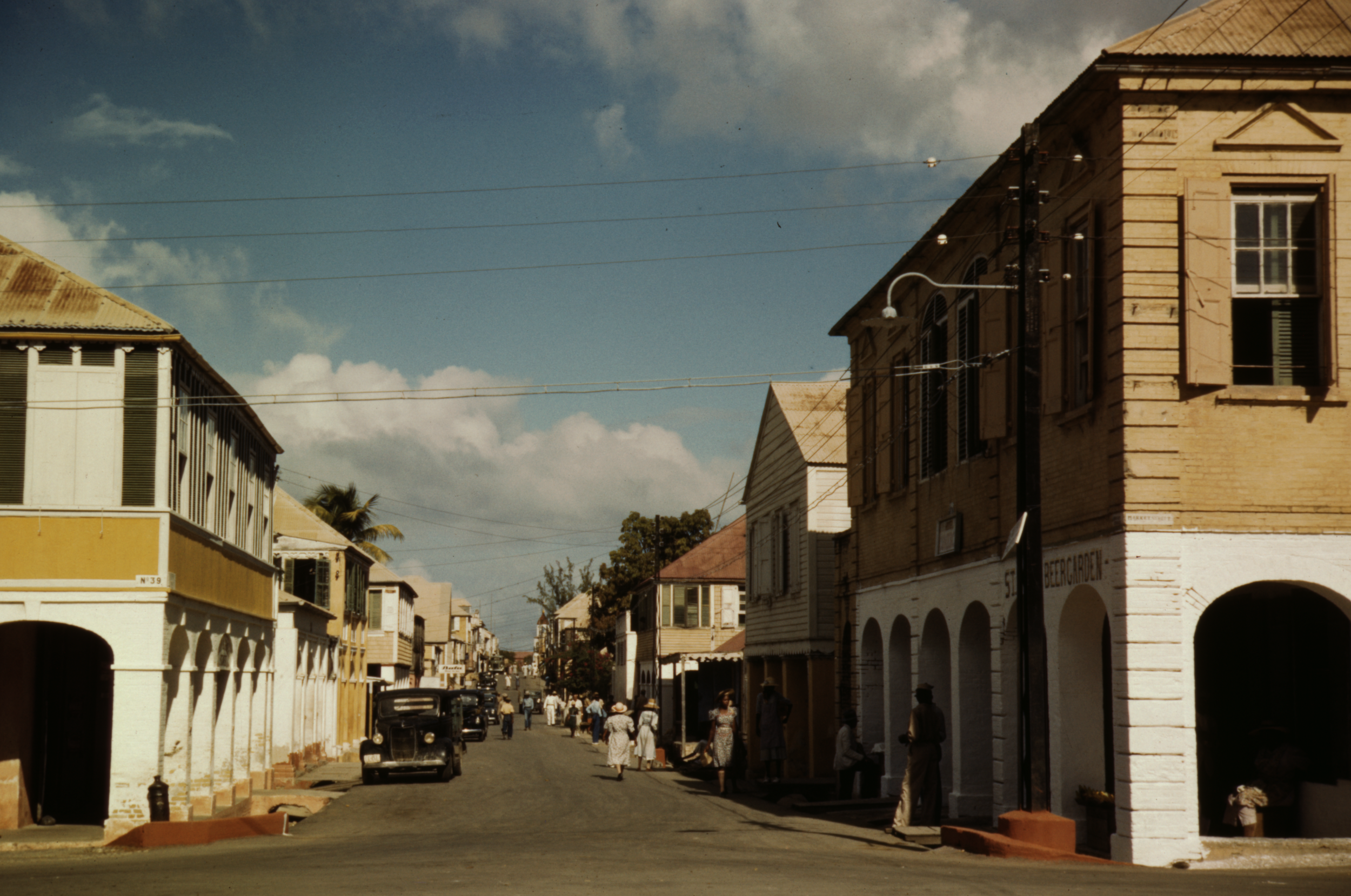
Haupteinkaufsstraße, Dezember 1944

Die Stadt wurde 1733 von dem dänischen General Frederik Moth gegründet. Sie wurde nach König Christian VI. von Dänemark benannt. Christiansted war eine Zeit lang Hauptstadt von Saint Croix und Dänisch-Westindien.
Die Christiansted National Historic Site ist ein denkmalgeschütztes Stadtviertel mit den wesentlichen Sehenswürdigkeiten.
2000 hatte die Stadt 2637 Einwohner. Im Jahre 2004 lebten ca. 3000 Einwohner dort.

## Söhne und Töchter der Stadt
- Judah Philip Benjamin (1811–1884), Politiker, Kronanwalt, geboren in Christiansted
- Victor Borge (1909–2000), Pianist und Komödiant, lebte lange in Christiansted
- Mekia Cox (* 1981), Schauspielerin und Tänzerin
- Tim Duncan (* 1976), Basketballspieler, geboren in Christiansted
- Alexander Hamilton (1775 oder 1777–1804), Staatsmann, Gründervater der Vereinigten Staaten, wuchs in Christiansted auf
- Audre Lorde (1934–1992), Dichterin, Feministin, LGBT-Aktivistin, starb in Christiansted
- Allison Peter (* 1992), Sprinterin
- Rachel Conhoff, Leichtathletin

## Firmen in Christiansted
In Christiansted ist die Fluggesellschaft Seaborne Airlines beheimatet.

## Sport
Der Fußballverein Unique FC Christianstedt ist in der Stadt beheimatet. Der Verein spielt in der St. Croix Soccer League, der regionalen Fußballmeisterschaft von Saint Croix.

## Medien
In Christiansted haben sich viele Radiosender niedergelassen, z. B. WJKC Isle 95.1, das in Formart Carribean sendet, auch eine Top-40-Station sendet unter dem Namen WVIQ. An den Namen lässt sich erkennen, dass diese das USA-System anwenden, bei dem jede Station mit „W“ beginnt und dann drei weitere Buchstaben folgen.